# المسيل (الجوبة)

تعديل مصدري - تعديل

المسيل هي إحدى قرى عزلة نجا بمديرية الجوبة التابعة لمحافظة مأرب، بلغ تعداد سكانها 489 نسمة حسب تعداد اليمن لعام 2004.